# 食慾素
食慾素，又名下丘腦泌素，是對兩種不同的神經肽激素的統稱，其主掌人體的醒覺、覺醒，使中樞神經處於清醒狀態，也掌控食慾。食慾素是兩組不同的研究者通過老鼠大腦的研究同時被發現的。
食慾素分別是指食慾激素-A及B（或是下丘腦泌素-1及-2），兩者是由一種蛋白原分裂而來的，而且兩者的氨基酸排序相似度達50%。研究發現食慾素A可能比食慾素B在生物學意義上更重要。只有很少數量的細胞負責產生食慾素（這些細胞包括下丘脑的側部及後部），但是這些食慾素的影響卻可直達整個腦部。食慾素會跟一種G蛋白偶联受体結合，其名為食慾素受体。
食慾素能在所有主要的脊椎動物纲中找到，因此食慾素被認為很可能在早期的脊椎動物已經出現。

## 功能
食慾素最初被認為具與了刺激摄食的過程，另一方面，它亦同時會導致失眠及身體的能量消费。

### 失眠
食慾素被認為跟失眠有密切的關係。
食慾素在參與睡眠的調節中扮演重要的角色，在老鼠身內，食慾素的调节障碍將會繼而導致猝睡症（一種睡眠失調症）。

猝睡症发作會導致早上過多的想睡感覺、無法集中精神以及猝倒。在狗之中，缺乏正常的食慾素受体將會導致嗜眠发作，另一方面，動物及人缺乏食慾素亦會導致嗜眠发作。食慾素會高度刺激跟觉醒状态有關的腦核及其相關的神經遞質系統（例如包括多巴胺、去甲肾上腺素、抗組織胺藥及乙酰膽碱）。
最近的研究指出食慾素的主要角色是衡量新陳化謝、生理节奏以及睡眠債等多方面的影響從而決定生物體究竟應該清醒或是睡眠。對中央神經系統注射食慾素會促進或導致失眠、體溫上升、身體运动及能量消费的大幅提升。缺失睡眠亦會增加食慾素的传送。可能有人會認為食慾素是一種刺激食慾的神經肽，但事實上，食慾素不足的嗜眠发作患者會有体重增加的現象，而不是BMI的下降。另一個關於食慾素不足會導致嗜眠发作的跡象是，當猴子連續沒有睡眠三十至三十六小時之後，對他們注射一些食慾素，牠們能在長期沒有睡眠的情況之下仍然保持警覺。

### 食物摄取
食慾素會提升食物的渴望，並能把促進其生產的物質的功能聯繫起來。
肥胖荷爾蒙是一種由脂肪細胞生產的激素，其作用是長時間的，能加快生物的新陳代謝，抑制食慾，控制體重。生长激素促释放剂(Ghrelin)是一種短時間作用的因子，由胃部在準備進食之前分泌，並大大提升食物吸收。
食慾素分泌細胞能被肥胖荷爾蒙抑制，但能被生长激素促释放剂及血糖过低激活。（也就是說，血中葡萄糖的高水平會抑制食慾素的生產。）在2007年，有主张認為食慾素是作為新陈代谢及睡眠調節的重要橋樑。但這主張一直被懷疑可能存在，這是由於長期睡眠不足的啮齿动物會大幅增加食物摄取及分解代谢，甚至最終導致死亡。

### 作為藥物的潛力
對食慾素的研究還在起步階段，但不少科學家對食慾素充滿期待，認為食慾素能有效幫助嗜眠症患者，並可增加服用者的警覺性，同時沒有好像安非他明般的副作用。
起步的研究表明食慾素阻断劑在治療酒精中毒具備潛力。在實驗中，溝鼠在給藥後，對酒精不再存有興趣。

一個近期的研究指出，食慾素神经元在脑干网状结构的移植是可行的，這表明了一個繼藥物之外，另一個治療嗜睡症的途徑的可能性。

## 發現歷史及其命名
德州大學 Southwestern Medical Center at Dallas的分子遗传学教授柳澤正史博士及其同事為新研究的蛋白定名為食慾素（英語：orexin），以表明它“開胃”／“促进食欲的”的作用。（英語形容詞：orexigenic）
另一方面，Luis DeLecea, Thomas Kilduff及其同事亦發表這種蛋白的發現，並命名為下丘腦泌素（英語：hypocretins），以表明其源自下丘腦的合成，並同時反映了肠促胰岛素（英語：incretin）的相似性。
名稱仍然在爭論中，食慾素一名被受爭議，原因是有証據表明促进食欲的效果可能只是伴随的或微不足道的。另一方面亦有人認為下丘腦泌素的命名是尴尬的，並指出很多神經肽的名稱跟其主要作用也是沒有關係。除非在科學界獲得共識，否則食慾素跟下丘腦泌素兩個名稱似乎將會繼續在不同的學界发表中出現。

## 藥物
葛蘭素史克公司正在為睡眠失調者研發一種受体拮抗劑SB649868。瑞士Actelion生物技術公司亦正研發另一種相似的化合物，ACT-078573。

## 外部連結
- 醫學主題詞表（MeSH）：orexins